# Why I Cry
Why I Cry är en låt av det amerikanska komedibandet Ninja Sex Party släppt som deras nionde singel 12 augusti 2014. Låten var också med på deras tredje studioalbum Attitude City släppt 17 juli 2015.